# Solveig Nordström
Britt Solveig Maria Nordström, född 12 juli 1923 i Sankt Matteus församling i Stockholm, död 21 januari 2021 i Benidorm i Spanien, var en svensk arkeolog verksam i Spanien från 1955. Hon bodde i Benidorm och har hävdat att fenicier bosatte sig på Iberiska halvön långt före ibererna.

## Biografi
Nordström studerade litteraturhistoria och historia och blev filosofie magister i början av 1950-talet. Därefter läste hon latin och grekiska och blev arkeolog. År 1969 disputerade hon för filosofie doktorsgrad vid Stockholms universitet.
På 1950-talet var Italien och Grekland de främsta målen för svenska arkeologer. Nordström reste till Spanien och kom till Alicante 1955 och fann en fenicisk handelsplats. Ett nytt bostadsområde skulle byggas när Nordström lyckades stoppa grävmaskinerna.
Nordströms arkeologiska arbete har bland annat varit kopplat till den romerska staden Lucentum nordost om Alicante. Det arkeologiska området ligger cirka 3 kilometer från centrum nära havet. Den gamla staden förstördes i slutet av det andra puniska kriget. Hundra år senare började började platsen återuppbyggas, fick stadsrättigheter och kallades Lucentum under kejsar Augustus regering.
Inför den internationella kvinnodagen 2011 invigdes Parque de la Arqueóloga Solveig Nordström (Solveig Nordströms arkeologiska park) i gamla Alicante.